# كورنوال الشمالية (دائرة انتخابية في المملكة المتحدة)
كورنوال الشمالية (بالإنجليزية: North Cornwall)‏ هي إحدى الدوائر الانتخابية في المملكة المتحدة الممثلة في مجلس العموم في برلمان المملكة المتحدة.
عضو البرلمان الذي يمثلها حالياً هو :Dan Rogerson (LD).